# روبرت وايلدر
روبرت وايلدر (بالإنجليزية: Robert Wilder)‏ هو عالم بيئة أمريكي، ولد في 1960.